# 関西日本電気
関西日本電気株式会社（かんさいにっぽんでんき）とは、かつて存在した日本電気（NEC）グループの企業。本社は滋賀県大津市に置いていた。
2008年4月1日に、福井日本電気と合併しNECセミコンダクターズ関西（現：ルネサス セミコンダクタ マニュファクチュアリング）へと統合。

## 概要
- 1943年 - NEC（当時は住友通信工業）の事業所として開設。真空管製造を行う。
- 1953年 - NECのラジオ事業部が新日本電気株式会社として独立したのに伴い、その事業所として移管される。
- 1983年 - 電子部品事業をNECから受け継ぎ、日本電気ホームエレクトロニクス（旧・新日本電気）から関西日本電気株式会社として独立。
- 2004年 - 彦根工場閉鎖。
- 2008年 - 福井日本電気と合併し、解散。

## 関連企業
- 日本電気
- 日本電気硝子
- NECグループ